# Quelques mots d'amour (téléfilm)
Pour les articles homonymes, voir Quelques mots d'amour.
Pour plus de détails, voir Fiche technique et Distribution.
Quelques mots d'amour est un téléfilm français réalisé par Thierry Binisti et diffusé pour la première fois le 15 septembre 2005. Film tourné à Lille (59000).

## Fiche technique
- Réalisateur : Thierry Binisti
- Scénariste : Nathalie Stragier
- Producteur : Anne Claeys, Francis Cloiseau, Nicole Flipo
- Musique : Carolin Petit
- Directeur de la photographie : Dominique Bouilleret
- Son : Daniel Banaszak
- Montage : Nicole Brame
- Distribution des rôles : Frédérique Amand, Witek Luszcz
- Création des décors : Jean-Claude Descatoire, Nathalie Pettorelli, Jean-Claude Deseure, Noël Follet
- Décorateur de plateau : Patrick Bocquet et Denis Bourgier
- Création des costumes : Valérie Adda, Mélanie Loisy
- Société de production :  France 3 et Télé Images Productions
- Société de distribution : France 3
- Pays d'origine : France
- Genre : Film romantique
- Durée : 90 minutes
- Date de diffusion : 15 septembre 2005 sur France 3

## Distribution
- Olivier Sitruk : Romain
- Constance Dollé : Sophie
- Richaud Valls : Fred
- Nozha Khouadra : Calypso
- Mathias Mlekuz : Nicolas
- Armand Binisti : Manu
- Eva Di Battista : Anna
- Dominique Dubois : Anne-Marie
- Corinne Masiero : Fardienne
- Saverio Maligno : Le copain randonneur